# Adelitas Way (альбом)
«Adelitas Way» — дебютний студійний альбом американського рок-гурту Adelitas Way. В США альбом вийшов 14 липня 2009.

## Список пісень
| #     | Назва                | Автор                              | Тривалість |
| ----- | -------------------- | ---------------------------------- | ---------- |
| 1.    | «Invincible»         | DeJesus, Chris Iorio, Dave Bassett | 3:10       |
| 2.    | «Scream»             | DeJesus, Iorio                     | 3:34       |
| 3.    | «Dirty Little Thing» | DeJesus, Iorio, Marti Frederiksen  | 3:31       |
| 4.    | «Last Stand»         | DeJesus, Howes                     | 3:44       |
| 5.    | «Hate Love»          | DeJesus, Howes                     | 2:50       |
| 6.    | «So What if You Go?» | DeJesus, Iorio, Pierre Paquet      | 4:18       |
| 7.    | «Closer to You»      | DeJesus                            | 3:36       |
| 8.    | «Just a Little Bit»  | DeJesus, Howes                     | 3:19       |
| 9.    | «All Falls Down»     | DeJesus                            | 3:53       |
| 10.   | «My Derailment»      | DeJesus, Howes                     | 3:36       |
| 11.   | «Brother»            | DeJesus, Howes                     | 5:04       |
| 40:41 |                      |                                    |            |

## Чарти
| Чарт (2009)               | Місце |
| ------------------------- | ----- |
| Billboard Top Heatseekers | 15    |

## Продажі
Станом на жовтень 2011 року, альбом продався у понад 70,000 копій в США.

## Учасники запису
- Рік ДеДжізус — вокал
- Кріс Айоріо — електрогітара
- Кіф Воллен — ритм-гітара, задній вокал
- Дерек Джонстон — бас-гітара
- Тревор "Тре" Стеффорд — ударні